# Соновка
Соновка (укр. Сонівка) — село,
Колодезнянский сельский совет,
Двуречанский район,
Харьковская область, Украина.

## Географическое положение
Село Соновка находится на левом берегу реки Верхняя Двуречная, выше по течению на расстоянии в 2 км — село Обуховка, ниже по течению примыкает к селу Колодезное.

## История
Село ликвидировано в ? году.